# 陳泗治
陳泗治（1911年4月14日—1992年9月23日），是一位出身於臺北士林的作曲家、鋼琴家、牧師及教育家。他的作品特色融合了五聲音階色彩與歐洲浪漫時期半音語彙，部分重要的鋼琴作品被收錄於鋼琴教育家Maurice Hinson的著作Guide to the Pianist's Repertoire （《鋼琴家演奏曲目指引》），並在其中與貝多芬、蕭邦等名家的作品並列。呂泉生曾稱他為「偉大的完人」。

## 生平

### 早年生活
陳泗治出生於臺灣臺北廳三角埔，他的父親陳應麟為清朝秀才。1917年，陳泗治入社子公學校就讀。後來，他曾隨家人於廈門就讀中學，但因想念家鄉，故回臺於1923年入淡水中學校就讀，為廖文毅、李超然的同年級同學。在校期間，陳泗治受有「北臺灣教會音樂之母」之稱的加拿大籍宣教師吳威廉牧師娘（Margaret Gauld）啟蒙，開始接觸西方古典音樂。隨後，他參加由「臺灣橄欖球之父」陳清忠所組織與指揮的臺灣第一個男生合唱團 — Glee Club 男生合唱團，曾有多次巡迴演出的紀錄。

### 受洗與神學訓練
1928年，陳泗治畢業於淡水中學校；隔年，他於大稻埕長老教會由張金波牧師爲他洗禮。1930年，陳泗治入臺北神學校（四年制，今臺灣神學院前身），並跟隨加拿大籍女宣教師德明利姑娘（Isabel Taylor）學習鋼琴，並於四年後畢業，隨後入當局為培育臺灣公學校師資而成立的「師資講習所」，並由此奠定良好的音樂基礎。1934年4月，他前往東京神学大学就讀，跟隨上野音樂學校（今東京藝術大學）的木岡英三郎教授學習和聲學、作曲，跟隨中田羽後學習發聲、指揮，並結識民族音樂同好江文也等人。
旅日期間，陳泗治參與同為在日的臺籍留學生舉辦之音樂相關活動，包含1934年由楊肇嘉於東京臺灣同鄉會第一次幹事會議提案推動「鄉土訪問演奏團」返臺巡迴公演事宜。楊肇嘉出任團長及總召集人、高天成擔任「曲目解說」報幕人、蕭再興任演奏會司儀、陳泗治擔任伴奏，江文也、高慈美、柯明珠、高約拿、林澄沐、林秋錦、林進生、翁榮茂、李金土等臺灣音樂家皆加入此樂團，返臺巡迴各地舉行音樂會，尤其以8月11-19日分別於7個城市的演出最為流傳，首演在11日晚間的臺灣總督府台北醫學專門學校（今國立臺灣大學醫學院）大講堂舉辦，這次大規模的音樂巡演，可視為臺灣西樂推展的第一次豐碩成果。另外在1935年，陳泗治響應了由《台灣新民報》主辦的救災活動，在蔡培火的籌劃下參加新竹臺中大地震賑災義演。隔年春天，陳泗治亦參加由蔡培火於新宿舉辦之「臺灣音樂留學生親睦座談會」與會者包括呂泉生、江文也、張彩湘、黃演馨、翁榮茂、戴逢祈等人。
1936年，陳泗治於伊豆半島度假時，完成了他的第一首作品清唱劇《上帝的羔羊》，也是臺灣第一首聖樂合唱曲。這首《上帝的羔羊》於1942年在臺北公會堂（今臺北中山堂）首演，陳泗治親自指揮由雙連、艋舺、大稻埕三個教會詩班聯合組成的「三一聖詠團」演出，同年6月呂泉生應臺北放送局（JFAK）之邀舉行獨唱廣播，陳氏為其伴奏。隔年，《上帝的羔羊》於臺北的大正町教會（今中山長老教會）再次演出，並由呂泉生擔任獨唱，贏得在場五分之四日本人的熱烈讚賞。
陳泗治於1937年學成返臺，之後與劉淡梅（劉阿秀牧師次女）結婚，並擔任臺北士林長老教會傳道師直至1946年。這段期間，陳泗治持續創作並參與音樂界相關活動，包含1939年創作了題獻給恩師德明利的鋼琴作品《臺灣素描》（臺灣第一套鋼琴組曲）、1946年擔任「臺灣文化協進會」音樂委員會委員以及受教育部所託完成合唱曲《臺灣光復紀念歌》。除此之外，陳泗治也曾於1939年左右，與士林菁英郭琇琮、曹永和、何斌共組士林協志會，舉辦各種文化活動，然而當時的政局動盪不安以及肅殺氛圍影響，也讓協志會逐漸形同解散。1947年二二八事件發生之前，陳泗治全家已遷往淡水。

### 宗教、教育及音樂事業
遷往淡水後，陳泗治任職於純德女子學校，與德明利姑娘創辦該校音樂科，並於1952年出任純德女子學校校長。在1956年時，陳泗治擔任由純德女子學校和淡水中學校合併成立之淡江中學的校長；1967年，陳氏於淡江中學校長任內受封為特任牧師。在任職淡江校長長達二十五年的期間，陳泗治仍持續音樂創作與學習，例如：1957年前往加拿大多倫多皇家音樂院隨Oskar Morawetz博士學習作曲一年、1958年受臺灣基督長老教會總會委派，與德明利姑娘和其他教會音樂家一同編輯長老教會聖詩，以及陸續創作了鋼琴曲《降D大調練習曲》、《龍舞》、《幽谷─阿美狂想曲》、《十首前奏曲─鍵盤上的遊戲》、鋼琴三重奏《嬉遊曲》、合唱曲《上帝愛世人》、《讚美主極大恩賜》以及《基督教在臺宣教百週年紀念歌》等。

### 退休與逝世
1981年1月23日，陳氏自淡江中學退休，前往美國居住。1990年，他在美國加州安那翰成立「橘郡基督徒團契」。1992年9月23日，陳泗治逝世於加州橙郡，並於9月27日安葬於當地。

## 代表著作

### 音樂創作
- 《上帝的羔羊》
- 《臺灣光復紀念歌》
- 《龍舞》
- 《臺灣素描》系列小品
  - 《蕉葉微風》
  - 《水牛背上的八哥》
  - 《青空彩鳶》
  - 《倦》
  - 《山羊之舞》
  - 《臺灣少女》
  - 《母背搖籃》
  - 《臺灣高山之舞》
  - 《蟾蜍戲群鴨》
  - 《臺灣舞曲》
- 《幻想曲－淡水》
- 《幽谷－阿美狂想曲》
- 《回憶》
- 《降Ｄ大調練習曲》
- 《前奏曲－鍵盤上的遊戲》
- 《夜曲》
- 《父親與我》[23][2]

## 外部連結
- 陳泗治 臺灣音樂群像資料庫 （页面存档备份，存于）